# Wereldkampioenschappen zwemmen 2015 – 4×200 meter vrije slag vrouwen
De 4×200 meter vrije slag voor vrouwen op de wereldkampioenschappen zwemmen 2015 in Kazan vond plaats op 6 augustus 2015. Na afloop van de series kwalificeren de acht snelste ploegen zich voor de finale.

## Records
Voorafgaand aan het toernooi waren dit het wereldrecord en het kampioenschapsrecord
| Wereldrecord         | China Yang Yu Zhu Qianwei Liu Jing Pang Jiaying | 7.42,08 | Rome | 30 juli 2009 |
| Kampioenschapsrecord | China Yang Yu Zhu Qianwei Liu Jing Pang Jiaying | 7.42,08 | Rome | 30 juli 2009 |

## Uitslagen

### Series
| Rang | Serie | Baan | Land                | Namen | Tijd    | Bijz. |
| ---- | ----- | ---- | ------------------- | --- | ------- | ----- |
| 1    | 2     | 3    | Italië              | Alice Mizzau (1:58.78) Erica Musso (1:58.05) Chiara Masini Luccetti (1:59.08) Federica Pellegrini (1:56.60)              | 7:52.51 | Q     |
| 2    | 1     | 5    | Verenigde Staten    | Leah Smith (1:57.52) Cierra Runge (1:58.65) Chelsea Chenault (1:58.04) Shannon Vreeland (1:58.40)                        | 7:52.61 | Q     |
| 3    | 2     | 5    | Australië           | Bronte Barratt (1:57.67) Jessica Ashwood (1:58.98) Leah Neale (1:57.69) Emma McKeon (1:58.32)                            | 7:52.66 | Q     |
| 4    | 2     | 8    | Zweden              | Louise Hansson (1:58.45) Michelle Coleman (1:58.18) Stina Gardell (2:01.25) Sarah Sjöström (1:55.69)                     | 7:53.57 | Q     |
| 5    | 2     | 2    | China               | Qiu Yuhan (1:56.93) Shao Yiwen (1:59.44) Zhang Yuhan (1:59.67) Guo Junjun (1:58.27)                                      | 7:54.31 | Q     |
| 6    | 2     | 4    | Japan               | Chihiro Igarashi (1:58.52) Rikako Ikee (1:58.86) Sachi Mochida (1:58.36) Tomomi Aoki (1:58.84)                           | 7:54.58 | Q     |
| 7    | 2     | 9    | Verenigd Koninkrijk | Siobhan-Marie O'Connor (1:58.58) Rebecca Turner (1:58.47) Eleanor Faulkner (1:59.21) Hannah Miley (1:58.73)              | 7:54.99 | Q     |
| 8    | 2     | 7    | Frankrijk           | Charlotte Bonnet (1:57.33) Coralie Balmy (1:57.36) Margaux Fabre (1:59.93) Ophélie-Cyrielle Étienne (2:00.46)            | 7:55.08 | Q     |
| 9    | 1     | 6    | Rusland             | Viktoria Andrejeva (1:58.84) Veronika Popova (1:57.75) Arina Openysjeva (1:59.11) Darja Mullakajeva (1:59.49)            | 7:55.19 |       |
| 10   | 1     | 0    | Brazilië            | Manuella Lyrio (1:58.72) Jéssica Cavalheiro (1:59.64) Joanna Maranhão (1:59.57) Larissa Oliveira (1:59.22)               | 7:57.15 |       |
| 11   | 1     | 1    | Canada              | Katerine Savard (1:59.63) Alyson Ackman (1:59.43) Emily Overholt (1:58.62) Kennedy Goss (1:59.63)                        | 7:57.31 |       |
| 12   | 1     | 4    | Duitsland           | Alexandra Wenk (2:01.21) Annika Bruhn (1:59.67) Marlene Huther (2:00.99) Johanna Friedrich (1:59.61)                     | 8:01.48 |       |
| 13   | 1     | 7    | Oostenrijk          | Lisa Zaiser (2:00.69) Claudia Hufnagl (2:00.82) Jördis Steinegger (2:00.58) Lena Kreundl (2:03.14)                       | 8:05.23 |       |
| 14   | 2     | 6    | Hongkong            | Camille Cheng (2:00.79) Stephanie Au (2:03.30) Sze Hang Yu (2:01.65) Siobhan Haughey (2:00.77)                           | 8:06.51 |       |
| 15   | 2     | 0    | Zwitserland         | Danielle Villars (2:02.69) Noémi Girardet (2:00.77) Martina van Berkel (2:03.26) Maria Ugolkova (2:01.87)                | 8:08.59 |       |
| 16   | 1     | 3    | Colombia            | Jessica Camposano (2:04.24) Isabella Arcila (2:06.47) Carolina Colorado Henao (2:04.56) Maria Alvarez Pugliese (2:03.77) | 8:19.04 |       |
| 17   | 1     | 2    | Turkije             | Gizem Bozkurt (2:03.04) Ekaterina Avramova (2:07.25) Halime Zülal Zeren (2:07.55) Merve Eroglu (2:06.55)                 | 8.24.39 |       |
| 18   | 2     | 1    | Singapore           | Quah Ting Wen (2:03.17) Amanda Lim (2:06.73) Marina Chan (2:09.02) Rachel Tseng (2:05.68)                                | 8:24.60 |       |
| 19   | 1     | 8    | Hongarije           | | DNS     |       |

### Finale
| Rang   | Baan | Namen | Land                | Tijd    | Bijz. |
| ------ | ---- | --- | ------------------- | ------- | ----- |
| Goud   | 5    | Missy Franklin (1:55.95) Leah Smith (1:56.86) Katie McLaughlin (1:56.92) Katie Ledecky (1:55.64)            | Verenigde Staten    | 7.45,37 |       |
| Zilver | 4    | Alice Mizzau (1:57.50) Erica Musso (1:58.66) Chiara Masini Luccetti (1:57.52) Federica Pellegrini (1:54.73) | Italië              | 7.48,41 |       |
| Brons  | 2    | Qiu Yuhan (1:56.88) Guo Junjun (1:57.55) Zhang Yufei (1:58.73) Shen Duo (1:55.94)                           | China               | 7.49,10 |       |
| 4      | 6    | Sarah Sjöström (1:54.31) Louise Hansson (1:57.72) Michelle Coleman (1:57.36) Ida Marko-Varga (2:00.85)      | Zweden              | 7.50,24 |       |
| 5      | 1    | Siobhan-Marie O'Connor (1:57.78) Jazmin Carlin (1:56.35) Rebecca Turner (1:58.28) Hannah Miley (1:58.19)    | Verenigd Koninkrijk | 7.50,60 |       |
| 6      | 3    | Bronte Barratt (1:58.14) Jessica Ashwood (1:58.32) Leah Neale (1:58.29) Emma McKeon (1:56.27)               | Australië           | 7.51,02 |       |
| 7      | 7    | Chihiro Igarashi (1:58.20) Rikako Ikee (1:57.70) Sachi Mochida (1:59.16) Tomomi Aoki (1:59.56)              | Japan               | 7.54,62 |       |
| 8      | 8    | Charlotte Bonnet (1:58.15) Coralie Balmy (1:57.59) Cloé Hache (1:59.76) Margaux Fabre (2:00.48)             | Frankrijk           | 7.55,98 |       |